# Consell Econòmic i Social de Grècia
El Consell Econòmic i Social de Grècia va ser creat per la Llei 2232/ 1994 i va ser modelat d'acord amb l'estructura del Comitè Econòmic i Social Europeu, que està basada en una organització tripartita d'interessos representats, que és la divisió en tres grups: empresaris, treballadors i una tercera categoria composta d'agricultors, representants de professionals independents, governs locals i consumidors.
L'objectiu del CES de Grècia és la promoció del diàleg social a través de la creació –si és possible– de posicions comunes en temes socials o de col·lectius particulars.